# Enric Huguet
Enric Huguet Muixí (Barcelona, 1928-Barcelona, 21 de mayo de 2024) fue un diseñador gráfico español, pionero de la comunicación visual y el cartelismo. Fue responsable de algunos de los carteles más interesantes de la década de los cincuenta a los sesenta. Formó parte de la generación de pioneros del diseño gráfico español junto a Amand Domènech, Joan Pedragosa Domenech, Josep Pla-Narbona, Tomás Vellvé, Josep Baqués, Ernest Moradell o Ricard Giralt-Miracle, entre otros.

## Biografía
Se formó en la Escuela Oficial de Artes Aplicadas (Lonja de Barcelona). Aprendió técnicas de grabado en el ácido sobre vidrio y vidriera artística junto con Luis Gargallo, para entrar posteriormente a trabajar en el estudio de diseño comercial de Publicidad Vila (1946-1951), y realizar colaboraciones con Arpón en la publicidad y Hervi con el escaparate (1952-1955).
También trabajaría junto a Josep Queralt hasta que en 1955 estableció su propio estudio. Dos años después fundó el estudio Gràfic Glosa junto con J.M. y E. Boada, el cual se dedicaba básicamente a la publicidad farmacéutica.
A partir de los años 60 empezó como profesor de la Escuela Massana, donde impartía clases de plástica publicitaria, entre los años 1963 y 1993.
«Un diseñador gráfico es un poeta y un lingüista de las imágenes visuales del mundo. La poesía aporta emoción y calor al mensaje. La lógica del lingüista introduce claridad a través de la correcta articulación del mensaje. En toda obra debe haber emoción, sentimiento y claridad.»
En 1958, comenzó a estudiar un curso de estética en la Facultad de Bellas Artes de Barcelona. En 1961, Enric Huguet, junto con Josep Baqués, Joan Pedragosa Domènech, Amand Domènech, Ernest Moradell, Ángel Grañena, Francisco Graus y Roca, Sebastián Rey Padilla, Eudaldo Serrasola, Eudaldo Humano, Antoni Morillas, Pere Creus y Tomàs Vellvé, fundaron  la Asociación de diseñadores gráficos del Fomento de las Artes Decorativas (ADG – FAD). Este grupo, se encargó de promocionar su forma de entender el diseño gráfico desde una perspectiva más comercial.
Entre sus obras, destacan: una serie de catorce carteles para el Salón Náutico (1964-1981); el diseño del trofeo "Contamos Contigo" (1966); los logotipos de las Autopistas C.E.S.A. (1967), donde se consolida su presencia en el campo de la imagen corporativa; la imagen corporativa de los productos dietéticos Santiveri (1971); diversos encargos para empresas como: Aguas de Barcelona, Roca Radiadores, Autopistas C.E.S.A, Diputación de Barcelona, Feria de Muestras (1972-1978); ilustra seis libros de carácter infantil para Parramón Edicions (1978-1980).Otras de sus obras conocidas por el gran público son: la caja de Gelocatil, la imagen de Calcium Sandoz Forte, o los diseños de las portadas de los diccionarios Vox, entre otros.
Es miembro de honor del Colegio Oficial de Diseño Gráfico de Cataluña y de la agrupación selectiva Alliance Graphique Internationale - AGI (1967).
Sus obras están expuestas en el Museo de Arte Moderno de Barcelona, en el Museo de Pescia (Italia), en la Galería de la Biblioteca del Congreso de Estados Unidos (Washington D. C.), en el Museo del Cartel de Wilanów (Varsovia) y en el Museo de Berlín entre otros.

## Características de su obra
Su obra muestra una gran simplicidad y claridad conceptual, dedicada sobre todo a la publicidad de eventos culturales, como la Feria del Libro o el Salón Náutico; y donde también destaca, como dice Daniel Giralt-Miracle, "su dominio de la acuarela y la racionalización geométrica".
Su grafismo, es simpilificado y bien construido, éste, alude complejidades visuales para alcanzar en las formas planas y el contraste cromático una fuerza comunicativa especial.
En 2011 Huguet hizo una donación de 33 piezas al Gabinete de las Artes Gráficas, que depende del Disseny Hub Barcelona.
Dentro de su producción cartelista, destaca la comunicación farmacéutica que realizó para diferentes laboratorios como su serie de ilustraciones para Calcium Sandoz Forte de Laboratorios Uriach, por el que recibió el premio Laus en 1973.

## Premios y distinciones
- 1956 - Premio de Acuarela de la Diputación de Tarragona (Bienal de Montblanc).
- 1959 - Premio de Acuarela del Ayuntamiento de Barcelona.
- 1962 - Premio Delta por su cartel de la Feria del Libro.
- 1973 - Premio Laus por su serie de ilustraciones para «Calcium Sandoz Forte» de Laboratorios Uriach
- 2013 - Premio Nacional de Innovación y de Diseño, mención especial en la modalidad profesionales.[13]
- 2014 - Mención de honor del Premio Nacional de Diseño.

En 2016, diversos colegas —Emilio Gil, Víctor Margolín, Javier Mariscal y Jorge Frascara— le homenajeron con la publicación de la monografía "Enric Huguet: 60 años de la historia del diseño gráfico catalán", en la que repasaban su carrera y destacaban su contribución a la historia del diseño gráfico.

## Carteles
1. Fira de mostres de Barcelona (1957) 98,2 x 67,7 cm.
2. Juegos Florales (1957) 47,1 x 34,1 cm.
3. La Cruz Roja se da (1959) 99,6 x 61,7 cm.
4. 11ª Feria del libro antiguo y moderno (1962) 50 x 35 cm.
5. Pavillon of Spain, New York World's Fair (1964 - 1965) Un primer original de 20,5 x 30,5 cm. Más tarde también se va a imprimir en 74,5 x 109,5 cm.
6. II Saló Nàutic (1963) 99,8 x 61,8 cm.
7. III saló Nàutic (1964) 100 x 62,5 cm.
8. El deporte en las Bellas Artes (1964) 68,5 x 48,2 cm.
9. Mujer, el deporte aumenta tu belleza (1965) 45,4 x 60,1 cm.
10. Janio Martí (1966) 68 x 47,6 cm. Existen dos versiones, en dos colores y dos formatos.
11. VI Saló Nàutic (1967) 69 x 44 cm.
12. Festes de la Mercè (1967) 99 x 70 cm.
13. Pigmalió (representación teatral en el Teatro Romea) (1968) 48,2 x 28,5 cm.
14. VIII Saló Nàutic (1969) 69,5 x 43 cm.
15. Regale Libros (1970) 63,4 x 37,5 cm.
16. 20 Fira del Llibre d'Ocasió (1971) 49,3 x 34,1 cm.
17. 48 Dia del ahorro (1972) 49,7 x 33,8 cm.
18. Curs internacional d'hidrologia (1972) 62 x 43,5 cm. Se ha repetido el mismo diseño durante las siguientes 39 ediciones, sólo cambiando los colores.
19. XI Saló Nàutic (1972) 67 x 46,5 cm.
20. 49 Día del ahorro (1973) 49,8 x 34 cm.
21. XII Saló Nàutic (1973) 98 x 68 cm.
22. XIII Salón Náutico Internacional y del deporte (1974) 34 x 24 cm y otra de 98 x 68 cm.
23. XIV Saló Nàutic i de l'esport (1975) 97 x 67,5 cm.
24. XV Saló Nàutic i de l'esport (1976) 98 x 68 cm.
25. Catalunya t'espera (1976) 98 x 68 cm.
26. Pretérito imperfecto (1977) 67,5 x 49 cm. Este mismo cartel también se utilizó como cubierta para el libro que representaba.
27. 17 Saló Nàutic de l'esport (1978) 98,7 x 68 cm.
28. Caravaning 80 (1979) 47,7 x 69 cm.
29. 18 Salon Nautico Internacional (1979) 33,9 x 23,9 cm.
30. Tiempo de cónclaves (1979) 67,5 x 48,8 cm.
31. 19 Saló Nàutic (1980) 95,3 x 68,5 cm.
32. Musée Olimpique de Lausanne (1999) 128,2 x 89,5 cm.
33. Santa Llúcia (Gelida) (2004) 34 x 29,3 cm.